# Острів Кликова
О́стрів Кли́кова (рос. Остров Клыкова) — невеликий острів в затоці Петра Великого Японського моря. Знаходиться за 2,5 км на південний схід від острова Попова та 1,2 км від острова Наумова в тому ж напрямку (останній лежить між ними). Адміністративно належить до Первомайського району Владивостока Приморського краю Росії.

## Географія
Острів трикутної форми. Рельєф гористий, з двома височинами на півдні. Береги, за винятком північно-західного, скелясті, стрімкі та обмежені каменями. Поверхня острова вкрита чагарниками. Північно-західний берег піщаний, на ньому розкидані камені та скелі. Північний край являє собою низьку косу, до якої підходить підводна коса, що йде далі на північ до сусіднього острова Малого.

## Історія
Острів описаний 1889 року і названий на честь М. А. Кликова.